# Irving Gould
Irving Gould (Toronto, 1919. szeptember 26. – Toronto, 2001. december 17.) kanadai üzletember, aki arról nevezetes, hogy pénzügyi befektetőként a Commodore International elnöke volt.

## Magánélet
Irving Gould magánélete nem, vagy alig ismert. 1941-ben végezte el a Torontói Egyetemet. Az 1960-as évek óta szenvedélyesen gyűjtött távolkeleti műtárgyakat, ezen belül is különösen japán necukékat. Gould 1951-ben alapító tagja volt a Mugg's Island-i Island Yacht Clubnak.

## Commodore

### Előzmények
Jack Tramiel, aki a Commodore Business Machines alapítója és vezérigazgatója (CEO) volt, 1965-ben fel akarta vásárolni a kanadai Wilson's Stationers üzletláncot, hogy saját termékeinek értékesítését szolgálja. Az akvizíció finanszírozásához 3 millió dollár kölcsönt vett fel az Atlantic Acceptance Corporation-től 11%-os kamatra. Ez a pénzügyi vállalkozás számos, gyengén dokumentált és kockázatos tőkekihelyezéssel rendelkezett és amikor 1965. június 14-én egy 5-millió dolláros csekk beváltását kérték, napokon belül fizetésképtelenné vált. Ezt az összes kihelyezett tőkekölcsön lehívása követte, beleértve a Commodore 3 millióját is.
Tramiel új szerzeményeit nem tudta megtartani, a boltláncot veszteséggel el kellett adnia 1965 nyarán, hogy megmenthesse a Commodore-t az összeomlástól. Az eladást közvetítő egyik ügynök cég tartozott Irving Gould érdekeltségébe. 1965 novemberében a két férfi üzletet kötött egymással, melynek értelmében Gould 400.000 dollár áthidaló kölcsön kifizetéséért 17,9%-os részesedést szerzett a Commodore-ban, továbbá az igazgatótanács elnöki székét. A következő évtizedben többször is nehéz helyzetbe jutott a Commodore és többször kellett Gould pénzügyi segítségét kérni.

### Két dudás egy csárdában
Gould azonban pénzügyi befektetőként nem maradt csak névleges vezető és rögtön világossá tette Tramiel-nek, hogy a felfogása szerint ki a vezető innentől. Tramiel egy vasakaratú Holokauszt-túlélő volt, aki ezt nagyon nehezen emésztette meg és kettejük között folyamatos csatározások voltak a kezdetektől a cég irányítása tekintetében.
Gould kibővítette a cég termékpalettáját mechanikus számológépekkel, azonban az 1960-as évek végén, illetve az 1970-es évek elején japán cégek olyan alacsony árú írógépekkel és mechanikus számológépekkel jöttek elő, melyekkel a Commodore nem tudott versenyezni. Gouldnak akkoriban volt egy japán barátnője, aki révén figyelemmel kísérte a japán iparban bekövetkező változásokat. Gould hívta fel a figyelmét Tramiel-nek a 70-es évek közepén, hogy megkezdték a japánok CMOS-alapú elektronikával szerelt számológépek gyártását és, hogy ebből még baj lehet. Elküldte Tramielt Japánba, hogy nézze meg a rendszereiket és megállapította, hogy ők bizony nem fogják eladni a technológiájukat az USA-nak. Ehhez jött még hozzá, hogy a japán cégek vertikálisan teljesen integráltak voltak, azaz a teljes ellátási láncot uralták.
A Commodore alkatrész-beszállítója, a Texas Instruments elkezdte ezt a japán mintát követni és piacra dobott elektronikus számológépeket, melyek olcsóbbak voltak, mint amennyiért a TI a Commodore-nak szállított alkatrészt. 1975-ben az addigi 60 millió dolláros üzleti eredmény, 5 milliós veszteségbe fordult át. Ennek nyomán döntött Tramiel a MOS Technology chipgyártó cég felvásárlásáról és hogy a Commodore belép a számítógépiparba. Ezt a felvásárlást természetesen ismét Irving Gould 3 millió dolláros kölcsönéből finanszírozta és ezzel megvalósult a japán-mintájú vertikális integráció.
Közte és Tramiel között hullámzó, de üzletileg sikeres kapcsolat volt 1984-ig, azonban mindketten magukénak vallották a cégcsoportot. Aztán 1984 elején, máig nem teljesen tisztázott és viharos körülmények között veszett össze Gould és Tramiel, melynek nyomán Jack Tramiel önként távozott a Commodore éléről, majd kilépése után felvásárolta a rivális Atari kiskereskedelmi üzletágát és az Amiga technológiái okán hosszan tartó pereskedésbe bonyolódtak.

### Hanyatlás és vég
Irving Gould ezután Marshall F. Smith-t, majd 1986. április 1-jétől Thomas Rattigant nevezte ki a Commodore vezérigazgatójának (CEO). Rattigan feladata a költségoptimalizálás volt, leállított számos innovatív projektet és útjára indította az Amiga 500 és Amiga 2000 termékeket. Azonban közte és az elnök között is hamar megromlott a kapcsolat, így 1987 áprilisában - a két új és később sikeressé vált Amiga megjelenése előtt - neki is távoznia kellett. Ezek után folytatódott a szigorú költségtakarékosság, már a későbbi vezérigazgató, Mehdi Ali tanácsadói közreműködésével, azonban Gould Rattiganhoz hasonlóan neki is megkötötte a kezét.
Irving Gould egyébként 1988-ban azt nyilatkozta egy riporternek, hogy neki magának nincs számítógépe és fogalma sincs, hogyan kell használni. Pazar életmódot folytatott, ingatlanjai voltak Kanadában, az Egyesült Államokban és a Bahamákon, melyek között a Commodore tulajdonában álló "Commodore PET Jet" repülőgéppel utazott. Az üzleti eredményektől teljesen függetlenül folyamatosan emelte a juttatásainak összegét.
Mind Gouldot, mind Alit tartják széles körben a Commodore bukása, majd csődje okozóinak, bár ehhez azt is hozzá érdemes tenni, hogy Gould ugyanakkor korábban többször is megmentette a céget. A gyártás alacsony költségszintre szorítása (ezáltal az innovatív, de költséges alkotóelemek mellőzése, elodázása: pl. DSP, stb.), a pocsék marketing és mindeközben a profitmaximalizálás vezettek végül a nagy múltú cég csődjéhez 1994 áprilisában.

## Halála
Irving Gould 2001. december 17-én hunyt el a torontói Mount Sinai kórházban. Végső nyughelye a Dawes Road Cemetery izraelita temetőben van, Toronto Scarborough negyedében.

## Fordítás
- Ez a szócikk részben vagy egészben  az   Irving Gould című angol Wikipédia-szócikk fordításán alapul.  Az eredeti cikk szerkesztőit annak laptörténete sorolja fel. Ez a jelzés csupán a megfogalmazás eredetét és a szerzői jogokat jelzi, nem szolgál a cikkben szereplő információk forrásmegjelöléseként.
- Ez a szócikk részben vagy egészben  az   Irving Gould című olasz Wikipédia-szócikk fordításán alapul.  Az eredeti cikk szerkesztőit annak laptörténete sorolja fel. Ez a jelzés csupán a megfogalmazás eredetét és a szerzői jogokat jelzi, nem szolgál a cikkben szereplő információk forrásmegjelöléseként.